# Claus-Dieter Kuhn
Claus-Dieter Kuhn (Mutlangen, 1978) é um bioquímico e biólogo estrutural alemão, conhecido por suas pesquisas sobre ácido ribonucleico.
Kuhn estudou bioquímica na Universidade de Regensburg e na Universidade de Estocolmo com um mestrado em química e obteve um doutorado em 2008 na Universidade de Munique, orientado por Patrick Cramer. Esteve depois no Laboratório Cold Spring Harbor, onde trabalhou com o mecanismo do ARN interferente em humanos. A partir de 2014 dirigiu um grupo de pesquisas no Forschungszentrum für Bio-Makromoleküle da Universidade de Bayreuth.
Recebeu o Prêmio Paul Ehrlich e Ludwig Darmstaedter para jovens pesquisadores de 2016.

## Publicações
- Kuhn, Cramer u. a.: Functional architecture of RNA polymerase I., Cell, Volume 131, 2007, p. 1260–1272, PMID 18160037
- Kuhn, Cramer u. a.: Structure of eukaryotic RNA polymerases, Ann. Rev. Biophys., Volume 37, 2008, p. 337–352, PMID 18573085
- Elkayam, Kuhn u. a.: The structure of human argonaute-2 in complex with miR-20a, Cell, Volume 150, 2012, p. 100–110, PMID 22682761
- com Leemor Joshua-Tor: Eukaryotic Argonautes come into focus, Trends Biochem. Sci., Volume 28, 2013, p. 263–271, PMID 23541793
- Kuhn, Wilusz, Joshua-Tor u. a.: On-enzyme refolding permits small RNA and tRNA surveillance by the CCA-adding enzyme, Cell, Volume 160, 2015, p. 644–658, PMID 25640237
- Kuhn: RNA versatility governs tRNA function, BioEssays, Volume 38, 2016, p. 465–473